# Radhaube

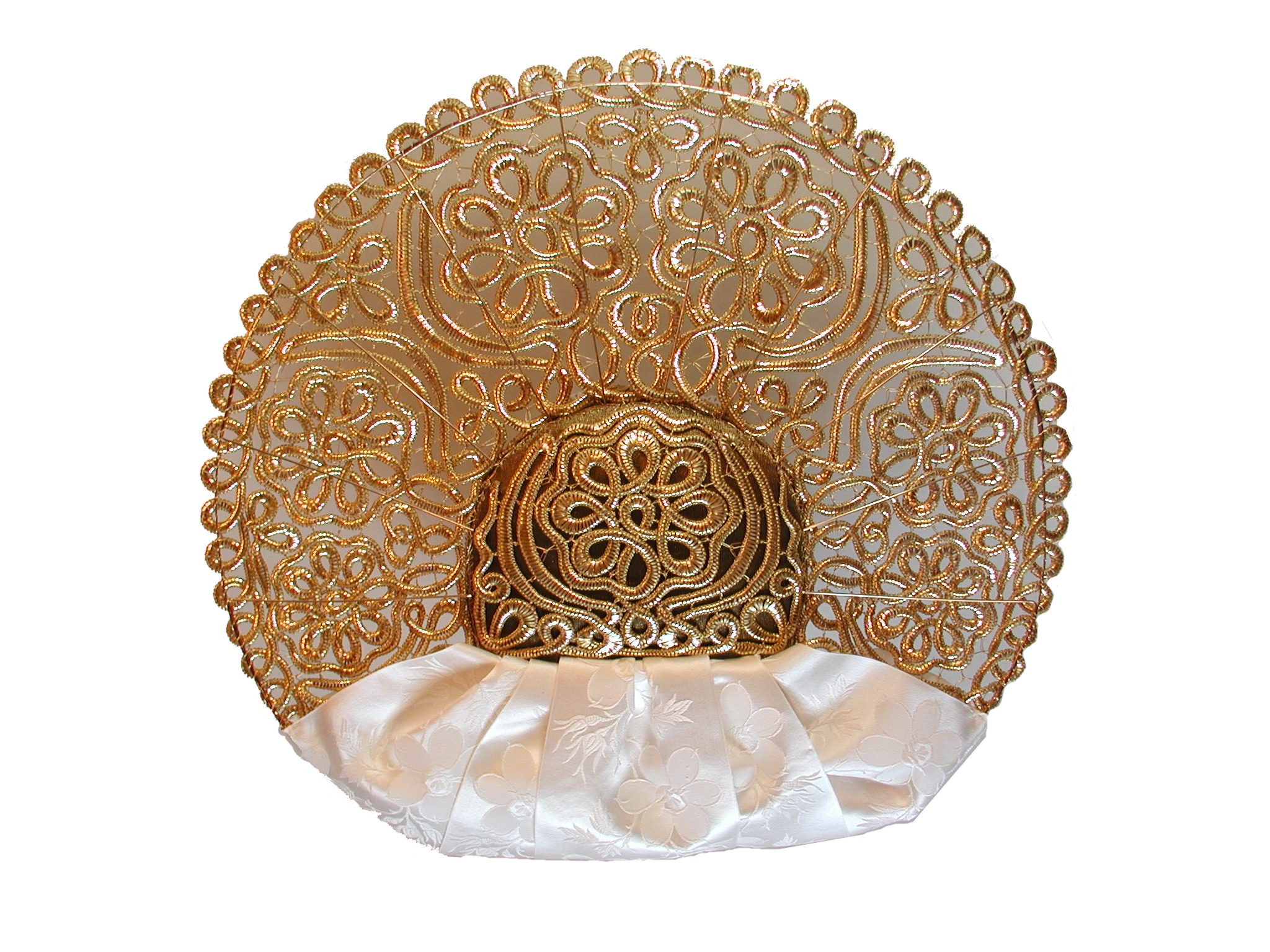
Radhaube aus Feldkirch

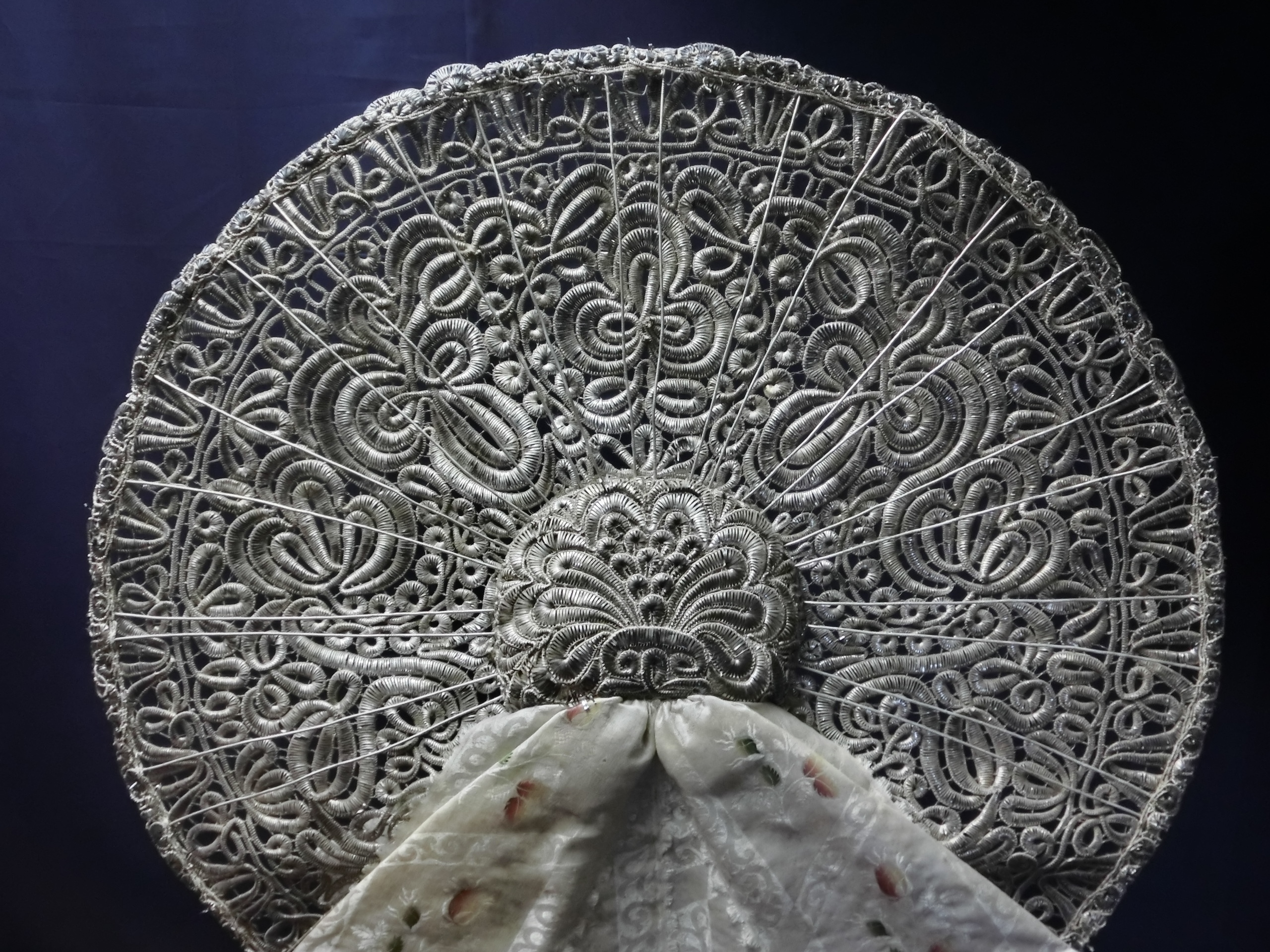
Oberschwäbische Radhaube (1800/1850)

Radhaube ist ein Überbegriff für verschiedene zu Trachten gehörenden Hauben in mehreren Regionen Europas. Besonders bekannt ist die Bodenseeradhaube. Sie entwickelte sich ab dem 19. Jahrhundert aus einfacheren Haubenformen.
Bei den Radhauben wird je nach verwendetem Material, eingesetzter Textiltechnik und der sozialen Stellung der Trägerin unterschieden. Silber- und Goldhauben, Chenilléhauben, Fächerhauben, Florradhauben oder Bürger- und Patrizierhauben.

## Die Bodensee-Radhaube
Die Geschichte der Radhaube lässt sich im Bodenseeraum in drei Epochen einteilen: Ursprung und Blüte im 19. Jahrhundert, Trachtenerneuerung ab etwa 1920 sowie Wiederbelebung ab etwa 1955.
Die Benennung der Teile der Haube erfolgt nach mündlicher Überlieferung aus Feldkirch. Literatur dazu gibt es kaum. In anderen Gegenden verwenden Trachtenfreunde, die sich ebenfalls mit der Herstellung von Trachtenhauben auseinandersetzen, zum Teil abweichende Ausdrücke.
Die Teile der eigentlichen Haube sind das Bödele, der Spitzenvorstoß und der Streif. Das Bödele besteht aus einem mit Goldstoff überzogenen gewölbten Karton. Der Streif wird aus einem Metallgestell und einem steifen Hutmacherstoff aufgebaut. Er ist ebenfalls mit Goldstoff überzogen. Auf Streif und Bödele werden die Ornamente aus Laméspitze aufgenäht. Die Spitze, umgangssprachlich der „Spitz“, ist das Überbleibsel der Dousettehaube aus dem 17. Jahrhundert. Er besteht aus einer geklöppelten Baumwollspitze, welche ebenfalls von einem vergoldeten Metallgestell unterstützt wird.
Augenfälligstes Teil ist das Rad, welches der Haube den Namen gibt. Das Ornament wird in vielfältigen Motiven in Laméspitze hergestellt. Es ist aus insgesamt sieben Fäden in drei unterschiedlichen Typen aufgebaut. Der wichtigste Faden ist ein sogenannter Plattfaden, auch Plätt, Plasch oder aus dem Französischen Lamé genannt. In Süddeutschland hat sich der Begriff Hohlspitze für diese Technik eingebürgert.
Das Besondere an der Laméspitze ist, dass diese von hinten und vorne ihre einzigartige Eleganz zeigt. Auch wenn sich die Motive wiederholen, ändern sie sich in den Abmessungen und in der Form, da das Rad kein ebenmäßiger Kreis ist. Das Rad wird ebenfalls von einem Metallgestell gestützt.
Die Masche ist aus reiner Seide in Jacquardweberei ausgeführt. In Feldkirch und ganz Vorarlberg ist diese weiß. Entsprechende Bänder sind kaum mehr erhältlich. 
Die Bodensee-Radhaube wird in den verschiedenen Städten rund um den Bodensee in verschiedenen Abwandlungen getragen. So ist die Masche in St. Gallen traditionell schwarz. In verschiedenen Städten in Süddeutschland und auch in Gressoney ist sie weiß mit bunter Bestickung. Sowohl in der Ostschweiz als auch in Vorarlberg gibt es vereinzelt Hauben in Silber. 
Das Rad wird in Altstätten, Rorschach, Sigmaringen und manchen anderen Orten in der einfacheren, goldgeklöppelten Spitze, auch Palmettenspitze genannt, ausgeführt. Eine weitere Technik für goldene Radhauben ist eine Art Netz aus Goldfäden, auf welchem dann Muster aus Lamé aufgebracht sind. In älteren Hauben wurden zum Teil auch geschliffene Steine oder Perlen eingearbeitet. In Liechtenstein, zahlreichen Orten Vorarlbergs, Süddeutschlands und der Ostschweiz sind schwarze Radhauben verbreitet. Auch hier gibt es wieder Unterschiede in der Ausführung. In Villingen ist die Haube noch Bestandteil der Tracht und der Figur der Altvillingerin der Narrozunft Villingen.
Seit 2010 wird die Bodensee-Radhaube in Laméspitze als Immaterielles Welterbe, wie es die UNESCO deklariert, im nationalen Verzeichnis des Immateriellen Kulturerbes in Österreich geführt.